# Аяк
Ая́к — упразднённый посёлок в Шимановском районе, Амурской области, ранее входивший в состав Ураловского сельсовета.

## География
Находился на левом берегу реки Зея, недалеко от слияния с рекой Деп, примерно в 150 км на север от города Свободный. 
Дорога к пос. Аяк идёт:
 — из Шимановского района — вверх по левому берегу Зеи от села Ураловка;
 — из Зейского района — вниз по левому берегу Зеи от пос. Поляковский через бывшее село Нововысокое.

## Этимология
Название Аяк происходит из слова аяки эвенкийского языка, имеющего два значения: либо «нижнее течение реки, устье», или «в стороне от дороги».

## История
Посёлок был основан в 1909 году. Полностью опустел в 1978 году.
В 1930—1940-е годы в Аяке находился лагпункт Свободненского отделения № 7 Бамлага.
23 февраля 2001 года решением законодательного собрания Амурской области было принято решение расформировать и исключить посёлок из учёта.